# Ich liebe Victor
Ich liebe Victor ist ein deutscher Jugendfilm von Karola Hattop aus dem Jahr 1984, der bei der DEFA für das Fernsehen der DDR entstand. Er wurde am 25. Dezember 1984 erstmals ausgestrahlt.

## Handlung
Katrein war fleißig in der Schule. Deswegen darf sie in den Sommerferien auch wieder zu ihrer Freundin Ina aufs Land fahren. Auch Ina freut sich schon wahnsinnig auf die Ankunft von Katrein. Da stört es auch nicht, dass es an dem Tag in Strömen regnet. Die beiden Teenager verbringen zunächst einige schöne Ferientage. Z.B. zelten sie im Garten, denn die Temperatur ist dafür ganz angenehm. Ina schenkt Katrein als Zeichen ihrer Freundschaft eine Kette. Sie ermahnt sie, diese Kette nie zu verlieren.
Im Dorf lebt ein Künstler, der Statuen herstellt. Für eine Engelsfigur soll er einen Kopf modellieren. Dafür sucht er ein Modell. Ein Junge namens Victor soll dafür aus der Stadt kommen. Die beiden Teenager äußern sich zwar etwas abfällig über den Jungen, sind aber doch auch etwas neugierig.
Als Victor in dem Dorf eintrifft, ändert sich auch das Wetter. Es wird ziemlich heiß. Victor hat Locken und ist daher als Modell für die Engelsfigur gut geeignet. Sein Verhalten ist allerdings nicht immer engelsgleich. Mal ist er ganz nett und hilfsbereit, dann auch wieder undurchschaubar. Er ist ein Abenteurer und Herumtreiber und versteht es durch sein Aussehen und seinen Charme besonders die Mädchen zu betören.
Katrein und Ina unterhalten sich natürlich über Victor. Katrein sagt, dass sie Victor doof findet, während Ina zugibt, dass sie Victor mag. Victor verbringt einige Tage mit den beiden Mädchen. Dabei wendet er sich mal der Einen, mal der Anderen mehr zu. Katrein lässt sich von Victor schließlich beim Baden küssen. Als die beiden wieder aus dem Wasser kommen, stellt Ina fest, dass Katrein die Kette verloren hat.
Ina ist wütend auf Katrein. Nicht nur dass sie die Kette verloren hat, sie kann sich doch nicht mit Victor abgeben. Denn schließlich ist Ina doch in Victor verliebt. Katrein behauptet, dass Victor ihr den Kuss aufgedrängt hätte. Als sie sich dagegen gewehrt hat, hat sie die Kette verloren. Die Teenager schwören, dass sie von nun an beide nichts mehr mit Victor zu tun haben wollen, um nicht ihre Freundschaft zu gefährden.
Doch das sagt sich leichter, als dass man sich daran halten kann. Und so nimmt das Dreiecksverhältnis weiter seinen Lauf. Die Mädchen zerstreiten sich und auch ins Zelt gehen sie nicht mehr; es ist ja auch viel zu heiß dafür.
Kathrein dringt in ihrem Kummer sogar in das Atelier des Künstlers ein und möchte am liebsten den fast fertig modellierten Engelskopf von Victor zerstören. Sie steckt aber schließlich den Kopf nur auf eine Teufelsfigur, da sie in ihrem Liebesschmerz findet, dass Victor mehr ein Teufel als ein Engel ist.
Victor verlässt das Dorf. Weiterhin sind beide in Victor verliebt. Nachdem Victor weg ist, kommt der Regen wieder zurück. Und die Mädchen kommen zu der Einsicht, dass ihre Freundschaft mehr wert ist als ein Junge.